# Аффирмация (психология)
Аффирма́ция (от лат. affirmatio — утверждение, подтверждение) — утвердительное (положительное) суждение. 
В популярной психологии аффирмация — это позитивное утверждение, краткая фраза самовнушения, создающая правильный психологический настрой.
Метод самостоятельного, осознанного самовнушения начал активно развиваться в начале XX века в рамках учений о самопомощи (У. Аткинсон, Н. Хилл, Д. Карнеги), одним из первых и самых известных примеров сознательного самовнушения является метод психолога Эмиля Куэ («с каждым днём мне становится всё лучше и лучше»). Термин «аффирмация» обрёл популярность после выхода работ по самопомощи Луизы Хэй (1983 - 1999).

## Подходы и использование аффирмаций
Термин «аффирмация» используется как в научной, так и псевдонаучной (эзотерической) литературе. Успешность использования приёма зависит от грамотного подхода, а также самооценки.
В популярной психологической литературе считается, что при многократном повторении позитивного утверждения (аффирмации), подсознание закрепляет требуемый образ или установку, способствуя улучшению психоэмоционального фона и стимулируя положительные перемены в жизни. Формулирование аффирмации происходит, как и в классическом самовнушении, по определённым правилам (в настоящем времени, в утвердительной форме, от первого лица); по возможности она должна быть краткой, позитивной, конкретной, иметь направление, веру и прочее. Используется также и более упрощённое формулирование аффирмаций (самоободрение, настрои, позитивные самоинструкции, жизнеутверждающие формулы). В музыкальной терапии предлагается для усиления результата пропевать "духоподъёмные музыкальные аффирмации".